# Киня (приток Лупты)
Киня (Ангушка) — река в России, протекает в Гаринском городском округе Свердловской области. Устье реки находится в 3,8 км по правому берегу реки Лупта. Длина реки составляет 55 км. В 6,1 км от устья, по левому берегу реки впадает река Малая Киня.
Система водного объекта: Лупта → Вагиль → Тавда → Тобол → Иртыш → Обь → Карское море.

## Данные водного реестра
По данным государственного водного реестра России относится к Иртышскому бассейновому округу, водохозяйственный участок реки — Тавда от истока и до устья, без реки Сосьва от истока до водомерного поста у деревни Морозково, речной подбассейн реки — Тобол. Речной бассейн реки — Иртыш.